# Cervicale intra-epitheliale neoplasie
Cervicale intra-epitheliale neoplasie (CIN), ook cervicale dysplasie genoemd, is een premaligne afwijking (dysplasie) van de cellen van de baarmoederhals. Het wordt veroorzaakt door het humaan papillomavirus (HPV), dat seksueel overgedragen wordt. Het opsporen van dit virus is een van de redenen dat een uitstrijkje gedaan wordt.
Het is geen kanker, en het is meestal geneesbaar. Het blijft stabiel, of het wordt afgeweerd door het immuunsysteem van de patiënt. In een klein deel van de gevallen kan het echter leiden tot baarmoederhalskanker. 